# Czápay Imre
Czápay Imre (Eredetileg Ferenc) (Nagytapolcsány, 1819. április 29. – Trencsén, 1897. július 11.) piarista szerzetes-tanár, igazgató.

## Élete
Szülei Czapa János és Klain Anna voltak.
Előbb 1836-ban lépett a piarista rendbe. 1839-ig Privigyén, majd 1840-1841-ben Vácott tanult filozófiát, 1842-ben Debrecenben grammatikát, 1843-1844-ben Nyitrán és 1845-ben Szentgyörgyön teológiát tanult. 1845-ben Palugyay Imre nyitrai püspök szentelte fel.
1846-1848 között Sátoraljaújhelyen tanított nyelvtan, 1849-1850-ben Máramarosszigeten nyelvtant, 1851-1862 között Trencsénben tanított különféle tárgyakat, 1862-1865 között ugyanott igazgató, 1866-1869 között Nyitrán vicerektor és igazgató, 1870-től pedig Léván oktatott. 1871-1886 között Rózsahegyen rektor és igazgató, 1887-1897 között pedig ismét Trencsénben működött.